# Граф Кларендон
Граф Кларендон — английский графский род (пэрство Великобритании). Титул создавался дважды в британской истории, в 1661 и 1776 годах.

## Первая креация
Титул графа Кларендона (пэрство Англии) был создан в 1661 году для государственного деятеля Эдварда Хайда, 1-го барона Хайда (1609—1674). Он был канцлером казначейства с 1643 по 1646 год, лордом-канцлером с 1658 по 1667 год. Ближайший политический советник короля Англии Карла II Стюарта, позднее он попал в немилость и был вынужден эмигрировать. Ещё в 1660 году он получил титул барона Хайда из Хиндона (графство Уилтшир), а в 1661 году титулы виконта Корнбери (графство Оксфордшир) и графа Кларендона (пэрство Англии). Его второй сын Лоуренс Хайд (1642—1711) также был политиком и получил титул графа Рочестера в 1682 году. Дочь лорда Кларендона леди Энн Хайд (1637—1671) вышла замуж за будущего короля Англии Якова II Стюарта, став матерью королевы Марии II и королевы Анны.
В 1674 году после смерти Эдварда Хайда ему наследовал старший сын Генри Хайд, 2-й граф Кларендон (1638—1709). Он был также политиком, служил в качестве лорда-хранителя Малой печати и лорда-лейтенанта Ирландии. Его сын, Эдвард Хайд, 3-й граф Кларендон (1661—1723), представлял Уилтшир и Крайстчерч в Палате общин, служил в качестве губернатора Нью-Йорка и Нью-Джерси. Он женился на Кэтрин, 8-й баронессе Клифтон (1663—1706), но она умерла в Нью-Йорке, прежде чем стать графиней. Их единственный сын Эдвард Хайд, виконт Корнбери (1691—1713), унаследовал от матери титул барона Клифтона в 1706 году, но умер неженатым при жизни своего отца. После смерти Эдварда Хайда в 1713 году баронский титул перешёл к его младшей сестре Феодосии Хайд (1695—1722), которая в том же 1713 году стала женой Джона Блая, 1-го графа Дарнли (1687—1728).
В 1709 году титулы унаследовал Генри Хайд, 2-й граф Рочестер (1672—1753), двоюродный брат Генри Хайда, 2-го графа Кларендона. Он был единственным сыном Лоуренса Хайда, 1-го графа Рочестера. Ранее он представлял Лонстон в Палате общин, служил лордом-лейтенантом Корнуолла. Его единственный выживший сын и наследник Генри Хайд, виконт Корнбери (1710—1753), в 1751 году получил титул барона Хайда в Палате лордов. Но в апреле 1753 года он скончался бездетным, за восемь месяцев до смерти отца. В декабре 1753 года после смерти Генри Хайда, 4-го графа Кларендона, титулы графов Кларендона и Рочестера вымерли.

## Вторая креация
Леди Джейн Хайд (ум. 1723/1724), старшая дочь 4-го графа Кларендона, стала женой Уильяма Капеля, 3-го графа Эссекса (1697—1743). Их дочь леди Шарлотта Капель (ум. 1790) в 1752 году вышла замуж за видного дипломата и политика Томаса Вильерса (1709—1786), второго сына Уильяма Вильерса, 2-го графа Джерси. Томас Вильерс являлся послом Великобритании в Австрии и Пруссии, а также занимал должности генерального почтмейстера и канцлера герцогства Ланкастер. В 1748 году он получил титул барона Прусского королевства. В 1756 году он получил титул барона Хайда из Хиндона (графство Уилтшир), став пэром Великобритании. В 1776 году для него был возрожден титул графа Кларендона (пэрство Великобритании).
В 1786 году ему наследовал старший сын, Томас Вильерс, 2-й граф Кларендон (1753—1824). Он заседал в Палате общин Великобритании от Крайстчерча (1774—1780) и Хелстона (1781—1786). Он не был женат, и ему наследовал его младший брат, Джон Чарльз Вильерс, 3-й граф Кларендон (1757—1838). Он представлял несколько округов в Палате общин, а также занимал должность контролера Хаусхолда (1789—1790). У него была одна дочь, но не было сыновей. В 1838 году титулы унаследовал его племянник, Джордж Вильерс, 4-й граф Кларендон (1800—1870), старший сын Джорджа Вильерса (1759—1827), третьего сына 1-го графа Кларендона. Известен как «Великий Лорд Кларендон». Он был видным дипломатом и либеральным политиком. Трижды являлся министром иностранных дел Великобритании (1853—1858, 1865—1866, 1868—1870), лордом-хранителем Малой печати (1840—1841), канцлером герцогства Ланкастерского (1840—1841, 1864—1865), президентом торгового совета (1846—1847) и лордом-лейтенантом Ирландии (1847—1852).
В 1870 году ему наследовал второй сын и старший из выживших сыновей, Эдвард Хайд Вильерс, 5-й граф Кларендон (1846—1914). В начале карьеры он представлял Брекон в Палате общин от либеральной партии, но затем примкнул к консервативной партии и занимал ряд должностей в правительствах Лорда Солсбери и Артура Бальфура. После его смерти титулы перешли к его единственному сыну, Джорджу Вильерсу, 6-му графу Кларендону (1877—1955). Он был консервативным политиком, являлся капитаном Honourable Corps of Gentlemen at Arms (1922—1924, 1924—1925) и заместителем государственного секретаря по делам доминионов (1925—1927). С 1931 по 1937 год — генерал-губернатор Южной Африки. Его внук, Джордж Вильерс, 7-й граф Кларендон (1933—2009), унаследовал титулы деда в 1955 году. Он был единственным сыном Джорджа Герберта Артура Эдварда Хайда Вильерса, лорда Хайда (1906—1935). В 2008 году ему наследовал единственный сын Джордж Эдвард Лоуренс Вильерс, 8-й граф Кларендон (род. 1976).

## Другие представители рода Вильерсов
- Томас Хайд Вильерс (1801—1832), второй сын Джорджа Вильерса (1759—1827) и внук 1-го графа Кларендона, трижды заседал в Палате общин Великобритании;
- Эдвард Сесил Вильерс (1866—1939), сын Чарльза Вильерса (1830—1893) и внук предыдущего, контр-адмирал королевского флота;
- Сэр Майкл Вильерс (1907—1990), сын предыдущего, также был вице-адмиралом королевского флота и четвёртым лордом Адмиралтейства (1960—1963);
- Эрнест Амхерст Вильерс (1863—1923), сын Чарльза Вильерса и внук Томаса Хайда Вильерса, депутат от Брайтона в Палате общин (1906—1910);
- Чарльз Вильерс (род. 1963), потомок Томаса Вильерса, бизнесмен и владелец скаковых лошадей, основатель газетной компании «Score Press Limited»;

- Чарльз Пелхэм Вильерс (1802—1898), третий сын Джорджа Вильерса, видный либеральный политик, председатель комитета попечения о бедных (1859—1866), самый старший депутат Палаты общин в 1890—1898 годах.;

- Тереза Вильерс (род. 1968), дочь Джорджа Эдварда Вильерса (1931—2013), консерватор, младший министр транспорта (2010—2012), министр по делам Северной Ирландии (с 2012). Ведёт своё происхождение от Эдварда Эрнеста Вильерса (1806—1843), четвёртого сына Джорджа Вильерса;
- Генри Монтегю Вильерс (1813—1861), пятый сын Джорджа Вильерса (1759—1827), епископ Карлайла (1856—1860) и Дарема (1860—1861);
- Сэр Фрэнсис Хайд Вильерс (1852—1925), младший сын Джорджа Вильерса, 4-го графа Кларендона, дипломат, посол Великобритании в Португалии (1906—1911) и Бельгии (1911—1919, 1919—1920);
- Джеймс Майкл Хайд Вильерс (1933—1998), внук предыдущего, английский актёр.

Родовой резиденцией графов Кларендон является Холивелл-хаус в Суонморе (графство Хэмпшир).

## Графы Кларендон, первая креация (пэрство Англии, 1661)
- 1661—1674: Эдвард Хайд, 1-й граф Кларендон (18 февраля 1609 — 9 декабря 1674), третий сын уилтширского помещика сэра Генри Хайда (ок. 1563—1634);
- 1674—1709: Генри Хайд, 2-й граф Кларендон (2 июня 1638 — 31 октября 1709), старший сын предыдущего;
- 1709—1723: Эдвард Хайд, 3-й граф Кларендон (28 ноября 1661 — 31 марта 1723), единственный сын предыдущего;
  - Эдвард Хайд, виконт Корнбери, 9-й барон Клифтон (6 октября 1691 — 12 февраля 1713), единственный сын предыдущего;
- 1723—1753: Генри Хайд, 4-й граф Кларендон, 2-й граф Рочестер (июнь 1672 — 10 декабря 1753), сын Лоуренса Хайда, 1-го графа Рочестера, и внук Эдварда Хайда, 1-го графа Кларендона;
  - Генри Хайд, виконт Корнбери, 5-й барон Хайд (28 ноября 1710 — 28 мая 1753), сын предыдущего.

## Графы Кларендон, вторая креация (пэрство Великобритании, 1776)
- 1776—1786: Томас Вильерс, 1-й граф Кларендон (1709 — 11 декабря 1786), второй сын Уильяма Вильерса, 2-го графа Джерси;
- 1786—1824: Томас Вильерс, 2-й граф Кларендон (25 декабря 1753 — 7 марта 1824), старший сын предыдущего;
- 1824—1838: Джон Чарльз Вильерс, 3-й граф Кларендон (14 ноября 1757 — 22 декабря 1838), второй сын 1-го графа Кларендона;
- 1838—1870: Джордж Уильям Фредерик Вильерс, 4-й граф Кларендон (12 января 1800 — 27 июня 1870), старший сын Джорджа Вильерса (1759—1827) и Терезы Паркер, внук Томаса Вильерса, 1-го графа Кларендона;
  - Эдвард Хайд Вильерс, лорд Хайд (30 января 1845 — 26 февраля 1846), старший сын предыдущего;
- 1870—1914: Эдвард Хайд Вильерс, 5-й граф Кларендон (11 февраля 1846 — 2 октября 1914), второй сын 4-го графа Кларендона;
- 1914—1955: Джордж Герберт Хайд Вильерс, 6-й граф Кларендон (7 июня 1877 — 13 декабря 1955), единственный сын предыдущего;
  - Джордж Герберт Артур Эдвард Хайд Вильерс, лорд Хайд (6 мая 1906 — 27 апреля 1935), старший сын предыдущего;
- 1955—2009: Джордж Фредерик Лоуренс Хайд Вильерс, 7-й граф Кларендон (2 февраля 1933 — 4 июля 2009), сын предыдущего, внук 6-го графа Кларендона;
- 2009 — настоящее время: Лоуренс Эдвард Джордж Вильерс, 8-й граф Кларендон (род. 12 февраля 1976), единственный сын предыдущего;
  - Наследник: Эдвард Джеймс Джордж Вилльерс, лорд Хайд (род. 17 апреля 2008), старший сын предыдущего.